# 빨간 구두

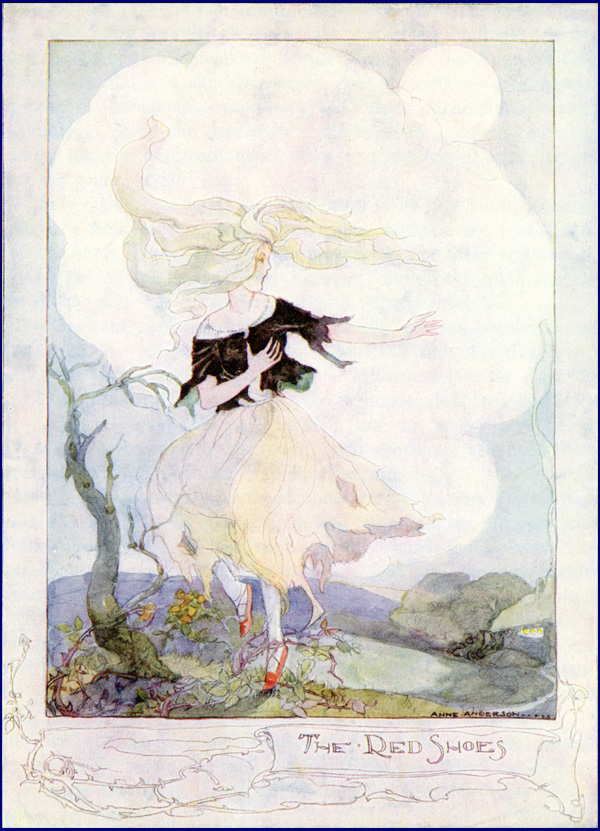
빨간 구두

빨간 구두(덴마크어: De røde sko, 영어: The Red Shoes)는 한스 크리스티안 안데르센의 동화이다. 1845년 4월 7일에 코펜하겐에서 C.A. 레이첼(C.A. Reitzel)이 처음으로 출판했다.
이 이야기는 1849년 12월 18일에 동화의 일부로 다시 출판되었다. 빨간 구두를 신고 끊임없이 춤을 추어야 하는 소녀에 관한 내용이다.

## 줄거리
카렌이라는 소녀는 어머니가 고인이 된 후 부유한 노파에게 입양되어 헛되고 버릇없게 자란다. 입양 전에, 카렌에게는 빨간 구두 1켤레가 있었다. 카렌이 교회에 갈 때 빨간 구두를 신어서 노파는 그녀를 꾸짖는다. 그것은 매우 부적절하기 때문에 그녀는 교회에서 검은색 구두를 신어야 한다. 그러나 카렌은 빨간 구두를 신는 것에 대한 욕심을 버리지 못한다. 그녀는 교회에 들어갈 때 빨간색 턱수염이 있는 늙은 군인을 만난다. "오, 아름다운 구두야." 군인이 말한다. "네가 춤출때 발에 단단히 붙어있어라." 그는 신발에게 말하고, 손으로 각 발바닥을 두드린다. 교회에서 예배를 드린 후에, 카렌은 약간의 춤에 저항하지 못한다. 신발이 그녀를 조종한 것처럼 그녀는 움직이지만 마침내 간신히 구두를 벗을 수 있게 된다. 어느날 할머니가 병든 후, 카렌은 그녀를 내버려두고 빨간 구두를 신고 마을의 무도회장으로 간다. 그녀는 춤을 추기 시작하지만, 이 때 신발은 벗겨질줄 모른다. 빨간 구두는 밤낮으로 춤을 추며 비가 오나 눈이 오나, 들판을 통해 그리고 카렌의 팔다리가 찔리는 덤불과 장벽을 통해 계속 춤을 춘다. 그녀는 할머니의 장례식에도 참석하지 못한다. 천사가 그녀에게 나타나서 칼을 들고, 계속 춤을 추어야한다고 경고한다. 카렌은 자비를 구걸하지만, 빨간 구두는 천사의 대답을 듣기전에 그녀를 데려간다. 카렌은 사형 집행인을 찾아가서 발을 자르라고 부탁한다. 그는 그녀의 말을 들어주었지만, 그 후에도 신발은 카렌의 잘린 발이 든 채로 계속 춤을 춘다. 사형 집행인은 그녀에게 나무발과 목발 1쌍을 주고, 그녀에게 범죄자의 시를 가르친다. 빨간 구두로 고생했다고 생각하며, 카렌은 사람들이 그녀를 볼 수 있도록 교회에 가기로 결심한다. 그러나 그녀의 잘린 발은 여전히 빨간 구두를 신고 있었고, 그녀 앞에서 춤을 춘다. 일요일에 그녀는 적어도 교회의 다른 사람처럼 뛰어나다고 생각하고 다시 시도한다. 그러나 춤추고 있는 빨간 구두는 길을 가로막는다. 카렌은 목사관에서 하녀로 직업을 얻지만, 일요일이 오면 감히 교회에 가지 않는다. 대신 그녀는 혼자 집에 앉아 도움을 구하기 위해 하나님께 기도한다. 천사가 다시 나타나서 장미 1방울을 뿌리고 카렌에게 자신이 요청한 자비를 베푼다. 그녀의 마음은 햇빛, 평화와 기쁨으로 가득차게 된다. 그녀의 영혼은 천국에 햇빛을 비춘다.

## 속설
이처럼 무서운 느낌의 이야기이지만, 더 무서운 내용도 존재한다. 조금은 끝이 다른 내용의 각색판들이 특히나 많은 동화로 손 꼽히는데, 그 각색판들은 모두 약간씩은 더 무서워지는것 이 특징이다.
예를 들어, 빨간구두를 한 광대에게서 얻은 소녀가 광대에게 다시 찾아가 “이 구두를 제발 제 발에서 벗겨주세요!!” 라고 하나, 광대는 “너의 욕망에 취해 눈이 먼 자여, 나는 너의 발에서 그 구두를 벗겨주지 않을거야. 그 구두는 너의 새까만 욕망에 너무나도 잘 어울리는걸." 이라며 가버려 소녀는 계속 춤을 추게 되지만 죽지않 몸을 가지게되어 영원히 고통받는이야기나 천사덕분에 너무 감동받아서 카렌의 심장이 터져 죽는 등등
끈임없이 속편이 등장하고 있다.